# Звенигородська (станція метро)
59°55′20″ пн. ш. 30°20′08″ сх. д. / 59.92222° пн. ш. 30.33556° сх. д.
Звенигородська (рос. Звенигородская) — станція Фрунзенсько-Приморської лінії Петербурзького метрополітену, розташована між станціями «Садова» і «Обвідний канал». 
Відкрита 20 грудня 2008 у складі першого пускового комплексу Фрунзенського радіусу. Була введена в експлуатацію без виходу на поверхню. Для сполучення з іншими лініями метрополітену було задіяно перехідний коридор між станціями «Звенигородська» і «Пушкінська», а для виходу на поверхню — ескалаторний тунель станції «Пушкінська». Власні вестибюль і похилий хід станції були відкриті 26 грудня 2009.

## Технічна характеристика
Конструкція станції — Колонно-стінова трисклепінна глибокого закладення (глибина закладення — 57 м)
Бічні тунелі станції мають збільшений порівняно з типовою колонною станцією діаметр: 9,8 м, середній зал  типовий з відстанню між осями колон 3,8 м в поздовжньому напрямку і 8 м — у поперечному.
Похилий хід чотиристрічковий, починається з південного торця станції. У центральній частині станції платформа середнього залу піднята (є поздовжні сходи перед нею і після неї), і вже з цієї платформи починається сходи над коліями, що ведуть в перехід на станцію «Пушкінська».

## Вестибюль
Наземний вестибюль розташовується в ТРК «Звенигородський», відкриття якого відбулося лише через рік після відкриття станції, 26 грудня 2009, у зв'язку з чим спочатку вихід здійснювався через станцію «Пушкінська».
Над ескалаторами розташоване мозаїчне панно, що зображує бій Семенівського полку.
Пересадка на станцію «Пушкінська» Кіровсько-Виборзької лінії.
Вихід у місто на Звенигородську вулицю і Загородний проспект, до Піонерської площі. До пасажирських платформ Вітебського вокзалу.

## Оздоблення
Тема оздоблення «Звенигородської» підказана місцем розташування: до того як цей квартал перетворився на рекреаційну зону (до створення парку тут був ще й іподром), його займав Семенівський плац, де однойменний полк проводив огляди.
Стіни оздоблені білим мармуром «коелга», гранітом з родовища Кашина гора і темно-зеленим індійським мармуром Indiana Green. Підлога виконано з зеленого індійського граніту Rakhi Green з кольоровими вставками і облямівкою з червоного індійського граніту Imperial Red. Вибір постачальника та каменю з Індії проведений фахівцем з природному каменю Володимиром Шестаковим.
Глухий торець станції прикрашає мозаїчне панно «Семенівський полк» (художник А. К. Бистров), на якому зображені найперші семеновці Петра I. За проектом глухий торець і перехід на «Пушкінську» повинні були прикрашати торшери, але від них відмовилися. До відкриття власного похилого ходу північний торець прикрашали фотошпалери з видами Санкт-Петербурга.
У 2010 році на станції було запроваджено новий інформаційний простір.

## Ресурси Інтернету
- «Звенигородська» на офіційному сайті Петербурзького метрополітену [Архівовано 13 липня 2014 у Wayback Machine.](рос.)
- «Звенигородська» на metro.vpeterburge.ru [Архівовано 24 лютого 2012 у Wayback Machine.](рос.)
- «Звенигородська» на ometro.net(рос.)
- «Звенигородська» на rosmetrostroy.ru [Архівовано 19 квітня 2014 у Wayback Machine.](рос.)
- «Звенигородська» на форумі SubwayTalks.ru [Архівовано 24 вересня 2015 у Wayback Machine.](рос.)
- Обговорення будівництва «Звенигородської» на форумі metro.nwd.ru [Архівовано 27 квітня 2015 у Wayback Machine.](рос.)
- Фотозвіт з відкриття станції на офіційному порталі адміністрації Санкт-Петербурга(рос.)